# Pattinaggio freestyle ai III World Skate Games
Le competizioni di pattinaggio freestyle ai III World Skate Games si sono svolte dal 3 al 6 novembre 2022 a Buenos Aires, in Argentina. 

## Podi

### Senior

#### Uomini Senior
| Evento          | Oro                | Argento                           | Bronzo                 |
| Slide           | Carlos Nelson Caro | Herbert Ignacio Espinoza Carrillo | He Bing-Han            |
| Speed           | Chen Yu-Hsiang     | Valerio Degli Agostini            | Yang Tseng-Chih        |
| Slalom classico | Chou Po-Wei        | Lorenzo Guslandi                  | Valerio Degli Agostini |
| Battle slalom   | Lorenzo Demuru     | Chou Po-Wei                       | Lorenzo Guslandi       |
| Salto           | Dame Fall          | Florian Petitcollin               | Gianmarco Savi         |

#### Donne Senior
| Evento          | Oro                          | Argento           | Bronzo              |
| Slide           | Bohdana Hotsko Zakovryashyna | Liu Chen-Yu       | Matilde Terenzi     |
| Speed           | Liu Chiao-His                | Chen Pei-Yi       | Laurine Moreno      |
| Slalom classico | Mika Moritoki                | Klaudia Hartmanis | Chiu Yin-Hsuan      |
| Battle slalom   | Klaudia Hartmanis            | Mika Moritoki     | Paula Royo Martinez |
| Salto           | Maeliss Conan                | Francesca Brivio  | Aline Sayuri Saito  |

#### Misto
| Evento        | Oro    | Argento | Bronzo        |
| Coppie Slalom | Italia | Polonia | Taipei cinese |

### Junior

#### Uomini Junior
| Evento          | Oro          | Argento          | Bronzo           |
| Slalom classico | Hou Chun-Yen | Wiktor Smorarski | Chung Chen-En    |
| Battle slalom   | Hou Chun-Yen | Chung Chen-En    | Wiktor Smosarski |
| Speed           | Kuo Chia-En  | Wang Yu-Chun     | Huang Pin-Ruei   |

#### Donne Junior
| Evento          | Oro            | Argento                   | Bronzo         |
| Slalom classico | Justyna Teczar | Mihaela-Alexandra Muntean | Viola Luciani  |
| Battle slalom   | Viola Luciani  | Mihaela-Alexandra Muntean | Justyna Teczar |
| Speed           | Ting Yu-En     | Chiang Jui-Lin            | Matilde Arosio |